# Aiceona robustiseta
Aiceona robustiseta är en insektsart. Aiceona robustiseta ingår i släktet Aiceona och familjen långrörsbladlöss. Inga underarter finns listade i Catalogue of Life.